# Герои Социалистического Труда Жамбылской области
В настоящий список включены:

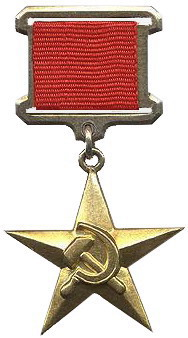
Золотая медаль «Серп и Молот»

- Герои Социалистического Труда, на момент присвоения звания проживавшие на территории Жамбылской (Джамбулской) области Казахстана, — 252 человека;
- уроженцы Жамбылской области, удостоенные звания Героя Социалистического Труда в других регионах СССР, — 14 человек;
- Герои Социалистического Труда, прибывшие в Жамбылскую область на постоянное проживание из других регионов, — 11 человек;
- Серым цветом   выделены лица, лишённые звания Героя, — 2 человека.

Вторая и третья части списка могут быть неполными из-за отсутствия данных о месте рождения и месте смерти ряда Героев.
В таблицах отображены фамилия, имя и отчество Героев, должность и место работы на момент присвоения звания, дата Указа Президиума Верховного Совета СССР, отрасль народного хозяйства, место рождения, а также ссылка на биографическую статью на сайте «Герои страны». Формат таблиц предусматривает возможность сортировки по указанным параметрам путём нажатия на стрелку в нужной графе.

## История
Первое присвоение звания Героя Социалистического Труда в Джамбулской области произошло 28 марта 1948 года, когда Указом Президиума Верховного Совета СССР за получение высоких урожаев пшеницы, ржи, хлопка и сахарной свёклы были награждены 68 тружеников колхозов и машинно-тракторных станций.
Подавляющее количество Героев Социалистического Труда в Джамбулской области приходится на сельское хозяйство — 237 человек. Остальные Герои работали в сфере химической промышленности — 4, строительства, транспорта, госуправления — по 2, машиностроения, энергетики, лёгкой, пищевой промышленности, геологии — по 1.

## Лица, удостоенные звания Героя Социалистического Труда в Жамбылской (Джамбулской) области
| № | Фамилия, имя, отчество | Даты жизни              | Деятельность                                                                      | Дата присвоения       | Отрасль | Место рождения     | ГС       |
| - | ---------------------- | ----------------------- | --------------------------------------------------------------------------------- | --------------------- | ------- | ------------------ | -------- |
| 1 | Куанышбаев Жазылбек    | 29.03.1896 — 01.09.1986 | Старший чабан каракулеводческого совхоза Коктерекского района Джамбулской области | 23.07.1948 29.03.1958 | сельхоз | Мойынкумский район | [ ГС 1 ] |

| №   | Фамилия, имя, отчество                  | Даты жизни              | Деятельность | Дата присвоения | Отрасль        | Место рождения                 | ГС         |
| --- | --------------------------------------- | ----------------------- | --- | --------------- | -------------- | ------------------------------ | ---------- |
| 1   | Абахов Карибай                          | 22.09.1914 — 10.02.1984 | Тракторист колхоза имени Ленина Луговского района Джамбулской области | 19.04.1967      | сельхоз        | Район имени Т. Рыскулова       | [ ГС 2 ]   |
| 2   | Абденбаев Яшим                          | 1917 — ????             | Старший чабан колхоза «Джардамши» Таласского района Джамбулской области | 12.07.1949      | сельхоз        | Таласский район                | [ ГС 3 ]   |
| 3   | Абдуллаева Тамара Тахминдаровна         | 03.1914 — ????          | Звеньевая колхоза «Красный Восток» Меркенского района Джамбулской области | 31.12.1965      | сельхоз        | *Грузия                        | [ ГС 4 ]   |
| 4   | Абдыманапов Альмухан                    | 1912 — ????             | Бригадир полеводческой бригады овцеводческого совхоза имени Ленина Министерства совхозов СССР, Луговской район Джамбулской области                                                     | 03.05.1948      | сельхоз        | Район имени Т. Рыскулова       | [ ГС 5 ]   |
| 5   | Адаменко Галина Андреевна               | 20.05.1922 — 28.08.2012 | Старший агроном Меркенской МТС Джамбулской области | 28.03.1948      | сельхоз        | *Полтавская область            | [ ГС 6 ]   |
| 6   | Аджиев Тажудин Ильясович                | 20.04.1886 — ????       | Звеньевой Меркенского свеклосовхоза Министерства пищевой промышленности СССР, Джамбулская область                                                                                      | 08.05.1948      | сельхоз        | *Дагестан                      | [ ГС 7 ]   |
| 7   | Ажигов Сарсембек                        | 1906 — ????             | Старший чабан колхоза имени Молотова Сары-Суйского района Джамбулской области | 12.07.1949      | сельхоз        | Таласский район                | [ ГС 8 ]   |
| 8   | Айдымбеков Дюсембек                     | 1914—1982               | Старший чабан каракулеводческого совхоза «Таласский» Министерства совхозов СССР, Таласский район Джамбулской области                                                                   | 01.12.1949      | сельхоз        |                                | [ ГС 9 ]   |
| 9   | Айнабеков Айдаралы                      | 1900 — ????             | Заведующий фермой колхоза «Кзыл-Макташи» Таласского района Джамбулской области | 23.07.1948      | сельхоз        | Таласский район                | [ ГС 10 ]  |
| 10  | Айтжанова Минтай                        | 1910 — ????             | Звеньевая колхоза «Кум-жота» Свердловского района Джамбулской области | 20.05.1949      | сельхоз        | Байзакский район               | [ ГС 11 ]  |
| 11  | Акимбеков Абдурахман Мухамедкулович     | род. 1925               | Формовщик Джамбулского завода запасных частей Министерства тракторного и сельскохозяйственного машиностроения СССР                                                                     | 05.08.1966      | машиностроение | Байзакский район               | [ ГС 12 ]  |
| 12  | Алемский Николай Иванович               | 1914—1987               | Бригадир тракторной бригады Красногорской МТС Джамбулской области | 28.03.1948      | сельхоз        | Кордайский район               | [ ГС 13 ]  |
| 13  | Алёшин Иван Васильевич                  | 15.01.1909 — 30.07.1991 | Комбайнёр Новотроицкой МТС Джамбулской области | 11.01.1957      | сельхоз        | *Рязанская область             | [ ГС 14 ]  |
| 14  | Алибаева Алтынкуль                      | 1908 — ????             | Звеньевая колхоза «Кок-Узек» Свердловского района Джамбулской области | 28.03.1948      | сельхоз        | Байзакский район               | [ ГС 15 ]  |
| 15  | Алиева Сугра                            | род. 1927               | Звеньевая колхоза «Новый путь» Чуйского района Джамбулской области | 28.03.1948      | сельхоз        | *Азербайджан                   | [ ГС 16 ]  |
| 16  | Алмасов Чардарбек                       | 1924 — ????             | Старший аппаратчик Джамбулского суперфосфатного завода Министерства химической промышленности СССР                                                                                     | 20.04.1971      | химпром        | Тараз                          | [ ГС 17 ]  |
| 17  | Аманбаев Жаманкара                      | 1900 — 1977             | Председатель колхоза имени Амангельды Таласского района Джамбулской области | 12.07.1949      | сельхоз        | Таласский район                | [ ГС 18 ]  |
| 18  | Амангельдиев Иманбек                    | 1897 — ????             | Старший чабан каракулеводческого совхоза «Таласский» Министерства совхозов СССР, Таласский район Джамбулской области                                                                   | 01.12.1949      | сельхоз        | Таласский район                | [ ГС 19 ]  |
| 19  | Аппаев Тленчи                           | 1928 — ????             | Слесарь локомотивного депо Джамбул Казахской железной дороги, Джамбулская область | 16.01.1974      | транспорт      | Тараз                          | [ ГС 20 ]  |
| 20  | Арапов Нагашбек                         | 1916 — ????             | Заведующий районным отделом сельского хозяйства Таласского района Джамбулской области                                                                                                  | 23.07.1948      | сельхоз        | *Туркестанская область         | [ ГС 21 ]  |
| 21  | Архабаев Майлаган                       | 1910—1980               | Старший табунщик колхоза «Комсомол» Таласского района Джамбулской области | 12.07.1949      | сельхоз        | Таласский район                | [ ГС 22 ]  |
| 22  | Атабекова Орынкуль                      | 1910 — 04.03.1982       | Звеньевая Джамбулского свеклосовхоза Министерства пищевой промышленности СССР, Джамбулская область                                                                                     | 08.05.1948      | сельхоз        | Байзакский район               | [ ГС 23 ]  |
| 23  | Атчабаров Картабай                      | 1882 — 1965             | Заведующий коневодством колхоза имени Чкалова Таласского района Джамбулской области | 23.07.1948      | сельхоз        | Таласский район                | [ ГС 24 ]  |
| 24  | Баева Пелагея Прохоровна                | 1908 — ????             | Звеньевая колхоза «Новый путь» Меркенского района Джамбулской области | 28.03.1948      | сельхоз        | Меркенский район               | [ ГС 25 ]  |
| 25  | Байгонысов Бекбай                       | 1890—1958               | Старший табунщик колхоза «Кзыл-Чарва» Луговского района Джамбулской области | 23.07.1948      | сельхоз        | Район имени Т. Рыскулова       | [ ГС 26 ]  |
| 26  | Байдешева Сейдекуль                     | 1913 — ????             | Звеньевая колхоза «Кенес-1» Свердловского района Джамбулской области | 28.03.1948      | сельхоз        | Район имени Т. Рыскулова       | [ ГС 27 ]  |
| 27  | Байжанов Рысдаулет                      | 1887 — 1970             | Старший чабан колхоза «Бостандык» Таласского района Джамбулской области | 23.07.1948      | сельхоз        | Таласский район                | [ ГС 28 ]  |
| 28  | Байкожаев Аманжол                       | 1915—1983               | Столяр-плотник строительно-монтажного поезда № 2 треста «Каратаухимстрой» Министерства строительства предприятий тяжёлой индустрии СССР, Джамбулская область                           | 05.04.1971      | строительство  | Сарысуский район               | [ ГС 29 ]  |
| 29  | Байконусов Дадебай                      | 1883—1958               | Старший табунщик колхоза имени Чкалова Таласского района Джамбулской области | 23.07.1948      | сельхоз        | Таласский район                | [ ГС 30 ]  |
| 30  | Батыров Абден                           | 1884—1959               | Старший табунщик колхоза имени Молотова Джамбулского района Джамбулской области | 23.07.1948      | сельхоз        | Жамбылский район               | [ ГС 31 ]  |
| 31  | Бейзаков Куандык                        | 1892 — 19.01.1978       | Старший чабан колхоза имени Ленина Сары-Суйского района Джамбулской области | 12.07.1949      | сельхоз        | Сарысуский район               | [ ГС 32 ]  |
| 32  | Бейсалиев Нуртай                        | 1890 — 15.09.1986       | Старший табунщик колхоза «Кенес-Тюбе» Таласского района Джамбулской области | 23.07.1948      | сельхоз        | Таласский район                | [ ГС 33 ]  |
| 33  | Бекбергенов Махамбет                    | 1914 — 1989             | Слесарь-монтажник на строительстве Джамбулской ТЭЦ треста «Джамбулхимпромстрой» Южно-Казахстанского совнархоза                                                                         | 20.09.1962      | энергетика     | Тараз                          | [ ГС 34 ]  |
| 34  | Бекболатов Абитай                       | 1900—1985               | Старший чабан колхоза «Джана-Уткель» Таласского района Джамбулской области | 23.07.1948      | сельхоз        | Таласский район                | [ ГС 35 ]  |
| 35  | Бектаев Мусрепбек                       | род. 1929               | Звеньевой совхоза «Бурненский» Джувалинского района Джамбулской области | 30.04.1966      | сельхоз        | Жуалынский район               | [ ГС 36 ]  |
| 36  | Бектенов Садыбек                        | 1887—1951               | Старший чабан колхоза «Кзыл-Макташи» Таласского района Джамбулской области | 23.07.1948      | сельхоз        | Таласский район                | [ ГС 37 ]  |
| 37  | Бекхожаев Есиркел                       | 1886 — ????             | Старший чабан колхоза «Бельбасар» Чуйского района Джамбулской области | 23.07.1948      | сельхоз        | Шуский район                   | [ ГС 38 ]  |
| 38  | Берикбаева Халипа                       | 1912 — ????             | Тянульщица Джамбулского хромового завода, Джамбулская область | 07.03.1960      | легпром        | Жамбылский район               | [ ГС 39 ]  |
| 39  | Бигазиев Надыр Якиевич                  | 1923—1994               | Старший чабан Луговского конного завода № 97, Джамбулская область | 08.04.1971      | сельхоз        | Район имени Т. Рыскулова       | [ ГС 40 ]  |
| 40  | Бижанов Абзелбек                        | 1895 — 1970             | Старший табунщик колхоза имени Амангельды Таласского района Джамбулской области | 12.07.1949      | сельхоз        | Таласский район                | [ ГС 41 ]  |
| 41  | Биртаев Кудайберген                     | 23.02.1930 — 24.12.1988 | Старший чабан совхоза «Коктерекский» Мойынкумского района Джамбулской области | 22.03.1966      | сельхоз        | Мойынкумский район             | [ ГС 42 ]  |
| 42  | Битаева Алиман                          | 1922 — ????             | Звеньевая колхоза «Кум-жота» Свердловского района Джамбулской области | 20.05.1949      | сельхоз        | Байзакский район               | [ ГС 43 ]  |
| 43  | Богембаев Айтжан                        | 1893 — ????             | Бригадир колхоза «Красная звезда» Джамбулского района Джамбулской области | 28.03.1948      | сельхоз        | Байзакский район               | [ ГС 44 ]  |
| 44  | Божбомбаева Джамиля                     | 1918—2000               | Звеньевая Джамбулского свеклосовхоза Министерства пищевой промышленности СССР, Джамбулская область                                                                                     | 08.05.1948      | сельхоз        | Жамбылский район               | [ ГС 45 ]  |
| 45  | Боровых Андрей Иванович                 | 1900 — 05.1990          | Бригадир тракторной бригады Костогановской МТС Меркенского района Джамбулской области                                                                                                  | 28.03.1948      | сельхоз        | Меркенский район               | [ ГС 46 ]  |
| 46  | Будеев Дмитрий Иванович                 | 1918 — ????             | Бригадир тракторной бригады Меркенской МТС, Джамбулская область | 28.03.1948      | сельхоз        | *Краснодарский край            | [ ГС 47 ]  |
| 47  | Велиев Багадур Умудович                 | 1923 — ????             | Бригадир тракторной бригады Чуйской МТС Чуйского района Джамбулской области | 15.06.1950      | сельхоз        | *Азербайджан                   | [ ГС 48 ]  |
| 48  | Вечёркин Яков Сергеевич                 | 16.04.1913 — 1954       | Старший агроном Луговской МТС Джамбулской области | 28.03.1948      | сельхоз        | Район имени Т. Рыскулова       | [ ГС 49 ]  |
| 49  | Гаджиева (Мурзаева) Зара Абдулвагабовна | 10.06.1922 — 21.10.2009 | Бригадир полеводческой бригады Меркенского свеклосовхоза Министерства пищевой промышленности СССР, Меркенский район Джамбулской области                                                | 08.05.1948      | сельхоз        | *Дагестан                      | [ ГС 50 ]  |
| 50  | Галиакпаров Агадил                      | 1909 — 04.01.1996       | Председатель колхоза «Бирлик-Истем» Чуйского района Джамбулской области | 28.03.1948      | сельхоз        | Жамбылская область             | [ ГС 51 ]  |
| 51  | Гаурлик Аркадий Викентьевич             | 04.12.1910 — 17.06.1992 | Директор Луговской МТС Джамбулской области | 28.03.1948      | сельхоз        | *Гродненская область           | [ ГС 52 ]  |
| 52  | Голик Николай Иванович                  | 19.10.1913 — 28.01.1994 | Директор совхоза «Подгорненский» Луговского района Джамбулской области | 08.04.1971      | сельхоз        | *Китай                         | [ ГС 53 ]  |
| 53  | Гончаров Василий Алексеевич             | 1914 — ????             | Бригадир тракторной бригады Кенесской МТС Джамбулской области | 28.03.1948      | сельхоз        | Байзакский район               | [ ГС 54 ]  |
| 54  | Гончаров Пётр Терентьевич               | 14.03.1930 — 28.03.2017 | Бригадир комплексной бригады строительного управления «Суперфосфатстрой» треста «Джамбулхимстрой» Министерства строительства предприятий тяжёлой индустрии Казахской ССР, гор. Джамбул | 10.07.1979      | строительство  | *Западно-Казахстанская область | [ ГС 55 ]  |
| 55  | Гребенюков Николай Александрович        | 29.10.1925 — ????       | Бригадир слесарей Джамбулского сахарного комбината Министерства пищевой промышленности Казахской ССР, Джамбулская область                                                              | 17.01.1974      | пищепром       | *Туркестанская область         | [ ГС 56 ]  |
| 56  | Губашев Шарафий Губашевич               | 16.04.1913 — 1985       | Старший ветеринарный врач каракулеводческого совхоза «Таласский» Министерства совхозов СССР, Таласский район Джамбулской области                                                       | 01.12.1949      | сельхоз        | *Атырауская область            | [ ГС 57 ]  |
| 57  | Гуляренко Степан Никифорович            | 1894 — ????             | Главный агроном районного отдела сельского хозяйства Меркенского района Джамбулской области                                                                                            | 28.03.1948      | сельхоз        | *Винницкая область             | [ ГС 58 ]  |
| 58  | Дайербеков Курманалы                    | 1887—1957               | Старший чабан колхоза имени Фрунзе Коктерекского района Джамбулской области | 12.07.1949      | сельхоз        | Мойынкумский район             | [ ГС 59 ]  |
| 59  | Данияров Ибраим                         | 1885 — ????             | Старший табунщик колхоза «15 лет Казахской ССР» Красногорского района Джамбулской области                                                                                              | 23.07.1948      | сельхоз        | Кордайский район               | [ ГС 60 ]  |
| 60  | Данияров Калмакбай                      | 1909 — ????             | Старший чабан колхоза «Джана-Талап» Сары-Суйского района Джамбулской области | 12.07.1949      | сельхоз        | Сарысуский район               | [ ГС 61 ]  |
| 61  | Даумов Ергалий Даумович                 | 15.10.1911 — 01.10.1997 | Председатель сельхозартели имени Сталина Меркенского района Джамбулской области | 11.01.1957      | сельхоз        | *Западно-Казахстанская область | [ ГС 62 ]  |
| 62  | Дауренбеков Тастемир                    | 1892 — 1974             | Старший табунщик колхоза «Кенес-Тюбе» Таласского района Джамбулской области | 23.07.1948      | сельхоз        | Жамбылский район               | [ ГС 63 ]  |
| 63  | Даутов Абдрахман                        | 17.10.1913 — 09.07.1996 | Старший чабан совхоза «Коммунизм» Чуйского района Джамбулской области | 08.04.1971      | сельхоз        | Шуский район                   | [ ГС 64 ]  |
| 64  | Даутов Тельтай                          | 1918 — ????             | Звеньевой овцеводческого совхоза имени Ленина Министерства совхозов СССР, Луговской район Джамбулской области                                                                          | 03.05.1948      | сельхоз        | Район имени Т. Рыскулова       | [ ГС 65 ]  |
| 65  | Джайлауова Кунемай                      | 1901 — ????             | Звеньевая колхоза «Кум-жота» Свердловского района Джамбулской области | 15.06.1950      | сельхоз        | Байзакский район               | [ ГС 66 ]  |
| 66  | Джаксылыков Акын                        | 1893 — ????             | Старший чабан колхоза имени Джамбула Джамбулского района Джамбулской области | 29.03.1958      | сельхоз        | Байганинский район             | [ ГС 67 ]  |
| 67  | Джамбулов Сурапбай                      | 10.06.1886 — 19.03.1972 | Заведующий коневодством колхоза «Восток» Луговского района Джамбулской области | 23.07.1948      | сельхоз        | Район имени Т. Рыскулова       | [ ГС 68 ]  |
| 68  | Джанбосынов Куртибай                    | 1893 — 1975             | Заведующий фермой колхоза «Кенес-Тюбе» Таласского района Джамбулской области | 23.07.1948      | сельхоз        | Таласский район                | [ ГС 69 ]  |
| 69  | Джантелиев Джангибек                    | 1885 — ????             | Старший табунщик колхоза «Бесжилдык» Джамбулского района Джамбулской области | 23.07.1948      | сельхоз        | Жамбылская область             | [ ГС 70 ]  |
| 70  | Джумабеков Сейдильда                    | 1900 — ????             | Скотник колхоза «Коммунар» Сары-Суйского района Джамбулской области | 12.07.1949      | сельхоз        | Жамбылская область             | [ ГС 71 ]  |
| 71  | Джуманбаев Аблямат                      | 1909 — ????             | Старший чабан каракулеводческого совхоза «Таласский» Министерства совхозов СССР, Таласский район Джамбулской области                                                                   | 01.12.1949      | сельхоз        | Таласский район                | [ ГС 72 ]  |
| 72  | Дидарбекова Наужан                      | 1909—1996               | Звеньевая колхоза «Кок-Узеек» Свердловского района Джамбулской области | 28.03.1948      | сельхоз        | Байзакский район               | [ ГС 73 ]  |
| 73  | Досжанов Заманбек                       | род. 1934               | Тракторист совхоза имени Абая Чуйского района Джамбулской области | 19.04.1967      | сельхоз        | Шуский район                   | [ ГС 74 ]  |
| 74  | Досумбаев Абдижапар                     | 10.08.1910 — 10.04.1980 | Председатель Таласского райисполкома Джамбулской области | 23.07.1948      | сельхоз        | Шуский район                   | [ ГС 75 ]  |
| 75  | Еволенко Дарья Никаноровна              | 01.03.1909 — 08.06.1992 | Звеньевая колхоза «Восток» Луговского района Джамбулской области | 28.03.1948      | сельхоз        | Район имени Т. Рыскулова       | [ ГС 76 ]  |
| 76  | Егембердиев Катпа                       | род. 1923               | Старший чабан совхоза имени Жданова Таласского района Джамбулской области | 22.03.1966      | сельхоз        | Таласский район                | [ ГС 77 ]  |
| 77  | Егембердиева Науат                      | 1917—1986               | Заведующая фермой колхоза «Кенес-Тюбе» Таласского района Джамбулской области | 23.07.1948      | сельхоз        | Таласский район                | [ ГС 78 ]  |
| 78  | Енькова (Радченко) Мария Тимофеевна     | 18.12.1921 — 21.10.1999 | Звеньевая колхоза «Берлесуэнбек» Джамбулского района Джамбулской области | 11.04.1949      | сельхоз        | *Алтайский край                | [ ГС 79 ]  |
| 79  | Еркинов Байназар                        | 1890 — ????             | Старший чабан колхоза «Уч-Арал» Таласского района Джамбулской области | 23.07.1948      | сельхоз        | Таласский район                | [ ГС 80 ]  |
| 80  | Есембеков Палуан                        | 1915—1954               | Старший чабан колхоза имени Ленина Таласского района Джамбулской области | 23.07.1948      | сельхоз        | Таласский район                | [ ГС 81 ]  |
| 81  | Есжанов Муса                            | 1893 — ????             | Старший чабан колхоза «Интернационал» Сары-Суйского района Джамбулской области | 12.07.1949      | сельхоз        | Сарысуский район               | [ ГС 82 ]  |
| 82  | Есимов Сейдуали                         | 1889 — 02.03.1985       | Старший табунщик колхоза «Берлесу-Энбек» Джамбулского района Джамбулской области | 23.07.1948      | сельхоз        | Жамбылский район               | [ ГС 83 ]  |
| 83  | Есимханов Сартай                        | 13.04.1931 — 01.03.2006 | Аппаратчик Джамбулского суперфосфатного завода Министерства химической промышленности СССР, Джамбулская область                                                                        | 15.01.1974      | химпром        | Таласский район                | [ ГС 84 ]  |
| 84  | Есиркепов Кудайберген                   | 1890 — 1971             | Старший чабан колхоза «Кзыл-Макташи» Таласского района Джамбулской области | 23.07.1948      | сельхоз        | Таласский район                | [ ГС 85 ]  |
| 85  | Жамбылова Тамдыкуль                     | 1939 — 02.08.2012       | Звеньевая совхоза «Байкадамский» Сарысуского района Джамбулской области | 22.02.1982      | сельхоз        | Жамбылская область             |            |
| 86  | Жантокова Дарига                        | 08.03.1918 — 20.09.2011 | Звеньевая бригады колхоза «Красная Звезда» Джамбулского района Джамбулской области | 28.03.1948      | сельхоз        | Байзакский район               | [ ГС 86 ]  |
| 87  | Заурбеков Байтик                        | 1893 — 25.03.1983       | Заведующий коневодством колхоза имени Тельмана Луговского района Джамбулской области                                                                                                   | 23.07.1948      | сельхоз        | Район имени Т. Рыскулова       | [ ГС 87 ]  |
| 88  | Золотарёв Сергей Григорьевич            | 1906 — ????             | Директор Джамбулской МТС Джамбулской области | 28.03.1948      | сельхоз        | *Кемеровская область           | [ ГС 88 ]  |
| 89  | Зотов Пётр Иванович                     | 1901—1973               | Бригадир полеводческой бригады Меркенского свеклосовхоза Министерства пищевой промышленности СССР, Меркенский район Джамбулской области                                                | 08.05.1948      | сельхоз        | *Самарская область             | [ ГС 89 ]  |
| 90  | Ибрагимов Алиш                          | 1897 — ????             | Бригадир колхоза «Новый путь» Чуйского района Джамбулской области | 28.03.1948      | сельхоз        | *Азербайджан                   | [ ГС 90 ]  |
| 91  | Ибрагимова Марзия                       | 15.02.1918 — 26.05.2021 | Звеньевая колхоза «Красная Звезда» Джамбулского района Джамбулской области | 28.03.1948      | сельхоз        | Байзакский район               | [ ГС 91 ]  |
| 92  | Ибраимов Ошакбай                        | 06.08.1937 — 28.02.2003 | Старший чабан колхоза «Казахстан» Меркенского района Джамбулской области | 22.03.1966      | сельхоз        | Меркенский район               | [ ГС 92 ]  |
| 93  | Иванникова Александра Фёдоровна         | 1910 — ????             | Звеньевая колхоза «Новый путь» Меркенского района Джамбулской области | 28.03.1948      | сельхоз        | Меркенский район               | [ ГС 93 ]  |
| 94  | Исмаилов Азимбек                        | 1910—1987               | Первый секретарь Меркенского райкома Компартии Казахстана, Джамбулская область | 31.12.1965      | госуправление  | Жамбылская область             | [ ГС 94 ]  |
| 95  | Итбасова Дильдаш                        | 1913—2008               | Старший чабан Айдарлинского свекловодческого совхоза Чуйского производственного управления Джамбулской области                                                                         | 18.02.1964      | сельхоз        | Жамбылская область             | [ ГС 95 ]  |
| 96  | Казангапов Сарсен                       | 1897—1967               | Старший табунщик колхоза «Красный партизан» Джамбулского района Джамбулской области | 12.07.1949      | сельхоз        | Жуалынский район               | [ ГС 96 ]  |
| 97  | Каипов Койбай                           | 1926 — 29.01.1980       | Бригадир колхоза «Кзыл-Чарва» Луговского района Джамбулской области | 28.03.1948      | сельхоз        | Район имени Т. Рыскулова       | [ ГС 97 ]  |
| 98  | Камбулатов Гаджи Магомед                | 1892 — ????             | Звеньевой Меркенского свеклосовхоза Министерства пищевой промышленности СССР, Меркенский район Джамбулской области                                                                     | 08.05.1948      | сельхоз        | *Дагестан                      | [ ГС 98 ]  |
| 99  | Кан Хе-Сук                              | 05.05.1895 — ????       | Звеньевая колхоза «Кум-жота» Свердловского района Джамбулской области | 15.06.1950      | сельхоз        | *Корея                         | [ ГС 99 ]  |
| 100 | Кандышев Михаил Ефимович                | 1909 — ????             | Звеньевой колхоза «Новый путь» Меркенского района Джамбулской области | 28.03.1948      | сельхоз        | *Оренбургская область          | [ ГС 100 ] |
| 101 | Капалбаев Джаксылык                     | 1892—1966               | Старший табунщик колхоза имени Тельмана Луговского района Джамбулской области | 23.07.1948      | сельхоз        | Район имени Т. Рыскулова       | [ ГС 101 ] |
| 102 | Карбасов Поштабай                       | 1892 — 1968             | Старший чабан колхоза имени Ерназарова Таласского района Джамбулской области | 23.07.1948      | сельхоз        | Жамбылский район               | [ ГС 102 ] |
| 103 | Карибаев Сейду                          | 1897 — ????             | Старший чабан колхоза «Ильгербас» Сары-Суйского района Джамбулской области | 12.07.1949      | сельхоз        | Акмолинская область            | [ ГС 103 ] |
| 104 | Каримжиев Кентай                        | 1894 — 21.01.1970       | Старший чабан Меркенского овцесовхоза Джамбулской области | 29.03.1958      | сельхоз        | Район имени Т. Рыскулова       | [ ГС 104 ] |
| 105 | Касымбеков Орман                        | 1882 — 1976             | Старший чабан колхоза имени Амангельды Таласского района Джамбулской области | 23.07.1948      | сельхоз        | Таласский район                | [ ГС 105 ] |
| 106 | Кейкиев Байгельда                       | 1897—1989               | Председатель колхоза «Кенес-Тюбе» Таласского района Джамбулской области | 23.07.1948      | сельхоз        | Таласский район                | [ ГС 106 ] |
| 107 | Келеметов Шухаин Исмаилович             | 1898 — ????             | Звеньевой Меркенского свеклосовхоза Министерства пищевой промышленности СССР, Меркенский район Джамбулской области                                                                     | 08.05.1948      | сельхоз        | *Кабардино-Балкария            | [ ГС 107 ] |
| 108 | Кельдыубаев Оналбай                     | 1901 — ????             | Управляющий фермой овцеводческого совхоза «Меркенский» Министерства совхозов СССР, Меркенский район Джамбулской области                                                                | 03.05.1948      | сельхоз        | Меркенский район               | [ ГС 108 ] |
| 109 | Кенженбаев Сагындык                     | 1886 — ????             | Старший чабан колхоза «Кзыл-Ту» Сары-Суйского района Джамбулской области | 23.07.1948      | сельхоз        | Таласский район                | [ ГС 109 ] |
| 110 | Кибасаров Сатекбай                      | 1890 — 1978             | Старший чабан колхоза «Шаруашылык» Таласского района Джамбулской области | 12.07.1949      | сельхоз        | Таласский район                | [ ГС 110 ] |
| 111 | Кириенко Фёдор Яковлевич                | 17.09.1905 — 25.11.1961 | Директор овцеводческого совхоза «Меркенский» Министерства совхозов СССР, Меркенский район Джамбулской области                                                                          | 03.05.1948      | сельхоз        | *Оренбургская область          |            |
| 112 | Кожахметов Тилеубай                     | 1911—1954               | Председатель колхоза «15 лет Казахской ССР» Красногорского района Джамбулской области                                                                                                  | 23.07.1948      | сельхоз        | Кордайский район               | [ ГС 111 ] |
| 113 | Козырь Андрей Григорьевич               | 1919 — 06.12.1999       | Тракторист-комбайнёр колхоза имени Максима Горького Джувалинского района Джамбулской области                                                                                           | 23.06.1966      | сельхоз        | *Харьковская область           | [ ГС 112 ] |
| 114 | Кокеева Чохан                           | 1904 — ????             | Звеньевая колхоза «Кум-жота» Свердловского района Джамбулской области | 15.06.1950      | сельхоз        | Байзакский район               | [ ГС 113 ] |
| 115 | Колтакова Меланья Ефимовна              | 1904 — ????             | Звеньевая колхоза «Новый путь» Меркенского района Джамбулской области | 28.03.1948      | сельхоз        | Меркенский район               | [ ГС 114 ] |
| 116 | Косенко Николай Васильевич              | 25.12.1902 — 19.05.1991 | Председатель колхоза «Красный Восток» Меркенского района Джамбулской области | 28.03.1948      | сельхоз        | Меркенский район               | [ ГС 115 ] |
| 117 | Кудайкулов Мусабек                      | 1891 — ????             | Звеньевой колхоза «Берлик-Устем» Чуйского района Джамбулской области | 28.03.1948      | сельхоз        | Шуский район                   | [ ГС 116 ] |
| 118 | Кукебаев Байжунус                       | 1908 — ????             | Старший чабан колхоза «Кара-Су» Меркенского района Джамбулской области | 23.07.1948      | сельхоз        | Меркенский район               | [ ГС 117 ] |
| 119 | Куланов Саркул                          | 1903 — ????             | Старший табунщик колхоза имени Сталина Луговского района Джамбулской области | 23.07.1948      | сельхоз        | Район имени Т. Рыскулова       | [ ГС 118 ] |
| 120 | Кулшеев Тогман                          | 1901 — ????             | Скотник колхоза «Интернационал» Сары-Суйского района Джамбулской области | 12.07.1949      | сельхоз        | Сарысуский район               | [ ГС 119 ] |
| 121 | Кулыгин Иван Фёдорович                  | 1893 — ????             | Звеньевой колхоза «Новый путь» Меркенского района Джамбулской области | 28.03.1948      | сельхоз        | Меркенский район               | [ ГС 120 ] |
| 122 | Курджиева (Кубанова) Нузули Хачияевна   | 13.12.1928 — 05.03.1980 | Звеньевая Меркенского свеклосовхоза Министерства пищевой промышленности СССР, Меркенский район Джамбулской области                                                                     | 08.05.1948      | сельхоз        | Меркенский район               | [ ГС 121 ] |
| 123 | Курманбеков Жуман                       | род. 07.11.1940         | Механизатор совхоза «Бельбасар» Чуйского района Джамбулской области | 19.02.1981      | сельхоз        | Шуский район                   | [ ГС 122 ] |
| 124 | Курманов Абдрасыл                       | 1900—1987               | Заведующий коневодством колхоза «Комсомол» Таласского района Джамбулской области | 12.07.1949      | сельхоз        | Таласский район                | [ ГС 123 ] |
| 125 | Кутимова Кулимжан                       | 1921 — ????             | Звеньевая колхоза «Октябрь» Джамбулского района Джамбулской области | 28.03.1948      | сельхоз        | Жамбылский район               | [ ГС 124 ] |
| 126 | Кыдырбаев Тилеп                         | 1884 — 1973             | Старший чабан колхоза имени Чкалова Таласского района Джамбулской области | 23.07.1948      | сельхоз        | Таласский район                | [ ГС 125 ] |
| 127 | Малдыбаев Теберик                       | 1894—1964               | Бригадир колхоза «Берлик-Устем» Чуйского района Джамбулской области | 28.03.1948      | сельхоз        | Шуский район                   | [ ГС 126 ] |
| 128 | Мамедгасанов Имамверди Кялби оглы       | 25.10.1925 — 04.09.1999 | Звеньевой колхоза «Новый путь» Чуйского района Джамбулской области | 28.03.1948      | сельхоз        | *Азербайджан                   | [ ГС 127 ] |
| 129 | Манасбаев Нурбай                        | 1883 — ????             | Старший чабан колхоза «Кара-Су» Меркенского района Джамбулской области | 23.07.1948      | сельхоз        | Меркенский район               | [ ГС 128 ] |
| 130 | Манченко Антонина Павловна              | 20.07.1926 — ????       | Звеньевая совхоза имени Карла Маркса Джувалинского района Джамбулской области | 10.12.1973      | сельхоз        | *Алтайский край                | [ ГС 129 ] |
| 131 | Мирзаев Шахверды Алавердиевич           | 02.01.1929 — 05.12.2007 | Звеньевой колхоза «Новый путь» Чуйского района Джамбулской области | 28.03.1948      | сельхоз        | *Азербайджан                   | [ ГС 130 ] |
| 132 | Мирошников Иван Иванович                | 1910 — ????             | Бригадир тракторной бригады Меркенской МТС Джамбулской области | 28.03.1948      | сельхоз        | Меркенский район               | [ ГС 131 ] |
| 133 | Мурадов Фарман Муса оглы                | 1906—1987               | Звеньевой колхоза «Новый путь» Чуйского района Джамбулской области | 28.03.1948      | сельхоз        | *Азербайджан                   | [ ГС 132 ] |
| 134 | Мурадов Черкес Муса оглы                | 1918 — ????             | Звеньевой колхоза «Новый путь» Чуйского района Джамбулской области | 28.03.1948      | сельхоз        | *Азербайджан                   | [ ГС 133 ] |
| 135 | Мурзагалиев Халил                       | 1911 — 1972             | Главный ветврач районного отдела сельского хозяйства Таласского района Джамбулской области                                                                                             | 23.07.1948      | сельхоз        | *Западно-Казахстанская область | [ ГС 134 ] |
| 136 | Мусиралиев Байкошкар                    | 1897 — 1986             | Председатель колхоза имени Чкалова Таласского района Джамбулской области | 23.07.1948      | сельхоз        | Таласский район                | [ ГС 135 ] |
| 137 | Мустапаева Зейнекуль                    | 1921—1959               | Звеньевая колхоза «Кзыл-Сай» Меркенского района Джамбулской области | 28.03.1948      | сельхоз        | Меркенский район               | [ ГС 136 ] |
| 138 | Мынжасаров Мукуш                        | 1881 — ????             | Старший чабан каракулеводческого совхоза «Таласский» Министерства совхозов СССР, Таласский район Джамбулской области                                                                   | 01.12.1949      | сельхоз        | Жамбылская область             | [ ГС 137 ] |
| 139 | Мырзакулов Керимбай                     | 1907—1959               | Звеньевой колхоза «Красная звезда» Джамбулского района Джамбулской области | 28.03.1948      | сельхоз        | Байзакский район               | [ ГС 138 ] |
| 140 | Мырзалиев Уалий                         | 1886 — 12.09.1966       | Заведующий коневодством колхоза «Кзыл-Чарва» Луговского района Джамбулской области | 23.07.1948      | сельхоз        | Район имени Т. Рыскулова       | [ ГС 139 ] |
| 141 | Мырзахметова Мариям                     | 1908 — ????             | Звеньевая колхоза «Интымак» Джамбулского района Джамбулской области | 28.03.1948      | сельхоз        | Жамбылский район               | [ ГС 140 ] |
| 142 | Назаренко Екатерина Александровна       | 1916 — ????             | Звеньевая колхоза «Новый путь» Меркенского района Джамбулской области | 28.03.1948      | сельхоз        | Меркенский район               | [ ГС 141 ] |
| 143 | Найзаев Жума                            | 1885—1962               | Старший чабан колхоза «Кумекши» Таласского района Джамбулской области | 23.07.1948      | сельхоз        | Таласский район                | [ ГС 142 ] |
| 144 | Наурызбаев Унгарбай                     | 1882 — 1975             | Старший чабан колхоза «Бостандык» Таласского района Джамбулской области | 23.07.1948      | сельхоз        | Таласский район                | [ ГС 143 ] |
| 145 | Нахманович Александр Львович            | 01.11.1924 — 14.05.1996 | Председатель колхоза «Трудовой пахарь» Свердловского района Джамбулской области | 31.12.1965      | сельхоз        | *Минская область               | [ ГС 144 ] |
| 146 | Негода Василий Кириллович               | 1912 — ????             | Старший механик Меркенского свеклосовхоза Министерства пищевой промышленности СССР, Меркенский район Джамбулской области                                                               | 08.05.1948      | сельхоз        | *Оренбургская область          |            |
| 147 | Нельдыбаев Нурульда                     | 1906 — ????             | Бригадир полеводческой бригады овцеводческого совхоза «Меркенский» Министерства совхозов СССР, Меркенский район Джамбулской области                                                    | 03.05.1948      | сельхоз        | Меркенский район               | [ ГС 145 ] |
| 148 | Николаева Анастасия Филипповна          | 1920 — ????             | Звеньевая Меркенского свеклосовхоза Министерства пищевой промышленности СССР, Меркенский район Джамбулской области                                                                     | 08.05.1948      | сельхоз        | *Ленинградская область         |            |
| 149 | Нобель Антонина Самуиловна              | 1918 — ????             | Бригадир полеводческой бригады Меркенского свеклосовхоза Министерства пищевой промышленности СССР, Меркенский район Джамбулской области                                                | 08.05.1948      | сельхоз        | *Ленинградская область         |            |
| 150 | Нугманов Бакберген                      | 1916 — ????             | Бригадир фермы нагульного скота колхоза «Интернационал» Сары-Суйского района Джамбулской области                                                                                       | 12.07.1949      | сельхоз        | Таласский район                | [ ГС 146 ] |
| 151 | Нурходжаев Сейтжан                      | 1905 — 1994             | Старший чабан колхоза имени Сталина Таласского района Джамбулской области | 23.07.1948      | сельхоз        | Таласский район                | [ ГС 147 ] |
| 152 | Омаров Айтете                           | 1880 — ????             | Старший чабан каракулеводческого совхоза «Таласский» Министерства совхозов СССР, Таласский район Джамбулской области                                                                   | 01.12.1949      | сельхоз        | Таласский район                | [ ГС 148 ] |
| 153 | Онгарбаева Сындыбала                    | 1902 — 04.08.2000       | Звеньевая колхоза «Красная звезда» Джамбулского района Джамбулской области | 28.03.1948      | сельхоз        | Байзакский район               | [ ГС 149 ] |
| 154 | Орманов Сатай                           | 1895 — ????             | Старший чабан колхоза «Коммунар» Сары-Суйского района Джамбулской области | 12.07.1949      | сельхоз        | Сарысуский район               | [ ГС 150 ] |
| 155 | Оскенбаев Омарбек                       | 1888 — ????             | Старший чабан колхоза «Комсомол» Таласского района Джамбулской области | 12.07.1949      | сельхоз        | Таласский район                | [ ГС 151 ] |
| 156 | Оспанбеков Жарас Молдабекович           | 15.05.1937 — 21.01.1999 | Старший чабан совхоза «Далакайнарский» Чуйского района Джамбулской области | 24.12.1976      | сельхоз        | Шуский район                   | [ ГС 152 ] |
| 157 | Петренко Ефим Семёнович                 | 15.04.1904 — ????       | Директор Меркенской МТС Джамбулской области | 28.03.1948      | сельхоз        | *Харьковская область           | [ ГС 153 ] |
| 158 | Пиримкулов Туйте                        | 1914 — 1969             | Председатель колхоза «Октябрь» Джамбулского района Джамбулской области | 28.03.1948      | сельхоз        | Жамбылский район               | [ ГС 154 ] |
| 159 | Пукалов Андрей Степанович               | 1914 — 05.07.1958       | Старший механик Луговской МТС Джамбулской области | 28.03.1948      | сельхоз        | *Павлодарская область          | [ ГС 155 ] |
| 160 | Раимкулова Жамал                        | 1910 — ????             | Звеньевая свекловодческого звена колхоза «Берлик-Устем» Чуйского района Джамбулской области                                                                                            | 28.03.1948      | сельхоз        | Шуский район                   | [ ГС 156 ] |
| 161 | Распеков Абден                          | 1905 — ????             | Старший табунщик колхоза имени Куйбышева Джамбулского района Джамбулской области | 23.07.1948      | сельхоз        | Таласский район                | [ ГС 157 ] |
| 162 | Рахимов Советбек Рахимович              | род. 1935               | Бригадир колхоза «Победа» Меркенского района Джамбулской области | 12.04.1979      | сельхоз        | Меркенский район               | [ ГС 158 ] |
| 163 | Ращупкин Иван Павлович                  | 1915 — ????             | Бригадир тракторной бригады Меркенской МТС Джамбулской области | 28.03.1948      | сельхоз        | Меркенский район               | [ ГС 159 ] |
| 164 | Руденко Павел Зиновьевич                | 1911 — ????             | Старший механик Джамбулской МТС Джамбулской области | 28.03.1948      | сельхоз        | *Омская область                | [ ГС 160 ] |
| 165 | Рыспаев Алпамыш                         | 1884 — ????             | Старший чабан колхоза «Коммунар» Сары-Суйского района Джамбулской области | 12.07.1949      | сельхоз        | Таласский район                | [ ГС 161 ] |
| 166 | Рыспаев Садвокас                        | 1899 — ????             | Звеньевой овцеводческого совхоза «Меркенский» Министерства совхозов СССР, Меркенский район Джамбулской области                                                                         | 03.05.1948      | сельхоз        | Меркенский район               | [ ГС 162 ] |
| 167 | Рябинский Степан Петрович               | 1913—1979               | Бригадир тракторной бригады Луговской МТС Джамбулской области | 28.03.1948      | сельхоз        | Район имени Т. Рыскулова       | [ ГС 163 ] |
| 168 | Сабазбеков Ташмет                       | 1886 — ????             | Старший чабан колхоза «Бирлес» Луговского района Джамбулской области | 23.07.1948      | сельхоз        | Жамбылская область             | [ ГС 164 ] |
| 169 | Сабденбеков Тургын                      | 1890 — 1977             | Старший чабан колхоза «Бостандык» Таласского района Джамбулской области | 23.07.1948      | сельхоз        | Таласский район                | [ ГС 165 ] |
| 170 | Сабденов Рахим Сабденович               | 09.05.1929 — 28.05.2000 | Директор племзавода «Ленинский» Луговского района Джамбулской области | 03.03.1980      | сельхоз        | Жамбылский район               | [ ГС 166 ] |
| 171 | Сагинтаев Абдыр                         | 07.11.1921 — 12.02.1986 | Управляющий фермой каракулеводческого совхоза «Таласский» Министерства совхозов СССР, Таласский район Джамбулской области                                                              | 01.12.1949      | сельхоз        | Таласский район                | [ ГС 167 ] |
| 172 | Сагинтаев Бесжан                        | 1900 — ????             | Старший чабан колхоза «Уюм» Сары-Суйского района Джамбулской области | 12.07.1949      | сельхоз        | *Карагандинская область        | [ ГС 168 ] |
| 173 | Сазакбаев Айхожа                        | 1900 — ????             | Старший чабан Тогускентского каракулеводческого совхоза Министерства внешней торговли СССР, Таласский район Джамбулской области                                                        | 15.09.1948      | сельхоз        | Жамбылская область             | [ ГС 169 ] |
| 174 | Салыбаев Бектемис                       | 1915 — ????             | Старший чабан колхоза имени Серго Сары-Суйского района Джамбулской области | 12.07.1949      | сельхоз        | Сарысуский район               | [ ГС 170 ] |
| 175 | Самбетов Касым                          | 1900 — ????             | Старший чабан каракулеводческого совхоза «Таласский» Министерства совхозов СССР, Таласский район Джамбулской области                                                                   | 01.12.1949      | сельхоз        | Таласский район                | [ ГС 171 ] |
| 176 | Самохвалова Лидия Прохоровна            | род. 1928               | Звеньевая колхоза имени Чкалова Курдайского района Джамбулской области | 11.04.1949      | сельхоз        | Кордайский район               | [ ГС 172 ] |
| 177 | Санракбаев Тургумбай                    | 1906—1969               | Старший чабан колхоза «Кок-Тюбе» Чуйского района Джамбулской области | 23.07.1948      | сельхоз        | Шуский район                   | [ ГС 173 ] |
| 178 | Сатыбалдиев Абилмаж                     | 1905 — ????             | Бригадир колхоза «Бель-Басар» Чуйского района Джамбулской области | 28.03.1948      | сельхоз        | Шуский район                   | [ ГС 174 ] |
| 179 | Сауранбаев Хати                         | 1898 — 16.10.1976       | Председатель колхоза «Бель-Басар» Чуйского района Джамбулской области | 28.03.1948      | сельхоз        | Шуский район                   | [ ГС 175 ] |
| 180 | Свинковская Елена Иосифовна             | 16.06.1928 — 18.08.2010 | Доярка свеклосовхоза «Джамбулский» Свердловского района Джамбулской области | 06.09.1973      | сельхоз        | *Минская область               | [ ГС 176 ] |
| 181 | Сейдалиев Алимкул                       | 1905 — ????             | Звеньевой колхоза «Кок-Узек» Свердловского района Джамбулской области | 28.03.1948      | сельхоз        | Байзакский район               | [ ГС 177 ] |
| 182 | Сербаев Сихимбай                        | 1886 — ????             | Старший чабан колхоза «Берлик-Устем» Чуйского района Джамбулской области | 12.07.1949      | сельхоз        |                                | [ ГС 178 ] |
| 183 | Сивцева Екатерина Ивановна              | 1926—1984               | Звеньевая колхоза «Новый путь» Меркенского района Джамбулской области | 11.04.1949      | сельхоз        | Меркенский район               | [ ГС 179 ] |
| 184 | Синицын Александр Львович               | 1891 — 23.08.1959       | Старший агроном Джамбулской МТС Джамбулской области | 28.03.1948      | сельхоз        | *Полтавская область            | [ ГС 180 ] |
| 185 | Сланов Абитай                           | род. 1922               | Старший чабан колхоза имени Молотова Сары-Суйского района Джамбулской области | 12.07.1949      | сельхоз        | Сарысуский район               | [ ГС 181 ] |
| 186 | Смаглюк Дмитрий Силович                 | 1915 — ????             | Бригадир тракторной бригады Успеновской МТС Джамбулской области | 28.03.1948      | сельхоз        | Кордайский район               | [ ГС 182 ] |
| 187 | Смагулов Мамбет                         | 1907 — ????             | Секретарь Таласского райкома Компартии (большевиков) Казахстана, Джамбулская область                                                                                                   | 23.07.1948      | госуправление  | Кордайский район               | [ ГС 183 ] |
| 188 | Смыслин Василий Петрович                | 1916 — ????             | Бригадир тракторной бригады Костогановской МТС Меркенского района Джамбулской области                                                                                                  | 28.03.1948      | сельхоз        | Меркенский район               | [ ГС 184 ] |
| 189 | Соболевский Антон Кузьмич               | 01.01.1924 — 24.01.2019 | Комбайнёр Чуйской МТС Джамбулской области | 01.09.1952      | сельхоз        | *Минская область               | [ ГС 185 ] |
| 190 | Старокожев Иван Александрович           | 1921 — ????             | Тракторист совхоза «Коккайнарский» Курдайского района Джамбулской области | 13.12.1972      | сельхоз        | Кордайский район               | [ ГС 186 ] |
| 191 | Стрельников Виктор Кузьмич              | 1924 — ????             | Шофёр горно-химического комбината «Каратау» Министерства химической промышленности СССР, Джамбулская область                                                                           | 20.04.1971      | химпром        | *Туркестанская область         | [ ГС 187 ] |
| 192 | Сулейменов Искак                        | 1916—1966               | Бригадир колхоза «Октябрь» Джамбулского района Джамбулской области | 28.03.1948      | сельхоз        | Жамбылский район               | [ ГС 188 ] |
| 193 | Сыздыков Джолчи                         | 13.04.1912 — 06.04.1975 | Составитель поездов станции Джамбул Казахской железной дороги, Джамбулская область | 01.08.1959      | транспорт      | Жамбылский район               | [ ГС 189 ] |
| 194 | Тарвердиев Мамет-Сала Джафар оглы       | 1882 — ????             | Звеньевой колхоза «Новый путь» Чуйского района Джамбулской области | 28.03.1948      | сельхоз        | *Азербайджан                   | [ ГС 190 ] |
| 195 | Таржанов Медет                          | 1910 — ????             | Главный зоотехник отдела сельского хозяйства Таласского района Джамбулской области | 23.07.1948      | сельхоз        | *Западно-Казахстанская область | [ ГС 191 ] |
| 196 | Таркаева Серафима Васильевна            | 1905 — ????             | Свинарка колхоза имени Куйбышева Джамбулского района Джамбулской области | 23.07.1948      | сельхоз        | Жамбылский район               | [ ГС 192 ] |
| 197 | Таттыбаев Турсымбай                     | 1914 — 1992             | Председатель колхоза «Комсомол» Таласского района Джамбулской области | 12.07.1949      | сельхоз        | Таласский район                | [ ГС 193 ] |
| 198 | Ташкентбаев Муратбек                    | 1891 — 1982             | Старший чабан колхоза имени Амангельды Таласского района Джамбулской области | 12.07.1949      | сельхоз        | Таласский район                | [ ГС 194 ] |
| 199 | Тлебаев Шинтас                          | 1901 — 1979             | Заведующий коневодством колхоза «Кенес-Тюбе» Таласского района Джамбулской области | 23.07.1948      | сельхоз        | Таласский район                | [ ГС 195 ] |
| 200 | Тлеубердиев Ажибай                      | 1894 — ????             | Старший табунщик колхоза «Кара-Кемир» Джамбулского района Джамбулской области | 23.07.1948      | сельхоз        | Жамбылский район               | [ ГС 196 ] |
| 201 | Тойшиманов Канатбек                     | 1912 — ????             | Бригадир тракторной бригады Костагановской МТС Джамбулской области | 11.01.1957      | сельхоз        | Жамбылская область             |            |
| 202 | Токаев Ихлас Кардашевич                 | 01.02.1901 — 01.01.1991 | Бригадир полеводческой бригады Меркенского свеклосовхоза Министерства пищевой промышленности СССР, Меркенский район Джамбулской области                                                | 08.05.1948      | сельхоз        | *Дагестан                      | [ ГС 197 ] |
| 203 | Токбаев Копбай                          | 1896 — ????             | Старший чабан колхоза «Кзыл-отау» Коктерекского района Джамбулской области | 12.07.1949      | сельхоз        | Мойынкумский район             | [ ГС 198 ] |
| 204 | Толеубеков Досым                        | 1894 — ????             | Старший чабан колхоза «Джана-Куш» Сары-Суйского района Джамбулской области | 12.07.1949      | сельхоз        | Жамбылская область             | [ ГС 199 ] |
| 205 | Тортаева Канымкыз                       | 1901 — ????             | Звеньевая колхоза «Красная звезда» Джамбулского района Джамбулской области | 28.03.1948      | сельхоз        | Байзакский район               | [ ГС 200 ] |
| 206 | Трашинский Николай Сергеевич            | 1919 — ????             | Бригадир колхоза «Новый путь» Чуйского района Джамбулской области | 10.12.1973      | сельхоз        | *Саратовская область           | [ ГС 201 ] |
| 207 | Тугамбаев Амир                          | 1905—1975               | Старший табунщик колхоза имени Чкалова Таласского района Джамбулской области | 23.07.1948      | сельхоз        | Жамбылская область             | [ ГС 202 ] |
| 208 | Туйтебаева Нурмаш                       | 1937 — ????             | Звеньевая колхоза «40 лет Октября» Свердловского района Джамбулской области | 08.04.1971      | сельхоз        | Жамбылская область             | [ ГС 203 ] |
| 209 | Тукенов Нурлыгаин Тукенович             | 09.05.1912 — 27.11.1973 | Начальник Южно-Казахстанского геологического управления Министерства геологии Казахской ССР, Джамбулская область                                                                       | 04.07.1966      | геология       | *Акмолинская область           | [ ГС 204 ] |
| 210 | Тунгатарова Кулай                       | 1918 — ????             | Звеньевая колхоза «Бель-Басар» Чуйского района Джамбулской области | 28.03.1948      | сельхоз        | Район имени Т. Рыскулова       | [ ГС 205 ] |
| 211 | Туранбаев Сатылган                      | 1912 — ????             | Звеньевой свекловодческого звена колхоза «Берлик-Устем» Чуйского района Джамбулской области                                                                                            | 28.03.1948      | сельхоз        | Шуский район                   | [ ГС 206 ] |
| 212 | Тургимбаев Рыскулбек                    | 1912 — ????             | Старший чабан колхоза «Кенес-Тюбе» Таласского района Джамбулской области | 23.07.1948      | сельхоз        | Таласский район                | [ ГС 207 ] |
| 213 | Тургумбаев Аманжол Тургумбаевич         | 1913 — 06.02.1987       | Управляющий отделением Меркенского свеклосовхоза Министерства пищевой промышленности СССР, Меркенский район Джамбулской области                                                        | 08.05.1948      | сельхоз        | *Кызылординская область        | [ ГС 208 ] |
| 214 | Турлыбаев Елеусин                       | 1900 — ????             | Старший чабан колхоза «Ак-Тюбе» Таласского района Джамбулской области | 23.07.1948      | сельхоз        | Таласский район                | [ ГС 209 ] |
| 215 | Туткышбаев Ажимбек                      | 1893 — ????             | Старший чабан колхоза имени Амангельды Таласского района Джамбулской области | 12.07.1949      | сельхоз        | Таласский район                | [ ГС 210 ] |
| 216 | Удербаев Ергара                         | 1920 — ????             | Старший чабан совхоза «Таласский» Таласского района Джамбулской области | 22.03.1966      | сельхоз        | Таласский район                | [ ГС 211 ] |
| 217 | Уздембаев Абильда                       | 1892 — ????             | Старший чабан колхоза «Уюм» Сары-Суйского района Джамбулской области | 12.07.1949      | сельхоз        | Сарысуский район               | [ ГС 212 ] |
| 218 | Укибасов Нурахан                        | 1882 — ????             | Старший табунщик колхоза имени Сталина Меркенского района Джамбулской области | 23.07.1948      | сельхоз        | Меркенский район               | [ ГС 213 ] |
| 219 | Умиров Ерген                            | 1926 — ????             | Машинист экскаватора производственного объединения «Каратау» Министерства химической промышленности СССР, гор. Каратау Джамбулской области                                             | 05.03.1976      | химпром        | Таласский район                | [ ГС 214 ] |
| 220 | Уразбаев Дукенбай                       | 1894—1955               | Старший табунщик колхоза имени Чкалова Таласского района Джамбулской области | 23.07.1948      | сельхоз        | Таласский район                | [ ГС 215 ] |
| 221 | Ускембаев Чинжарбек                     | 1895—1959               | Старший чабан колхоза «Кзыл-отау» Коктерекского района Джамбулской области | 12.07.1949      | сельхоз        | Мойынкумский район             | [ ГС 216 ] |
| 222 | Филиков Александр Яковлевич             | 1908 — ????             | Директор овцеводческого совхоза имени Ленина Министерства совхозов СССР, Джамбулская область                                                                                           | 03.05.1948      | сельхоз        | *Ростовская область            | [ ГС 217 ] |
| 223 | Финаев Алексей Петрович                 | 1904 — ????             | Старший зоотехник каракулеводческого совхоза «Таласский» Министерства совхозов СССР, Таласский район Джамбулской области                                                               | 01.12.1949      | сельхоз        | *Пензенская область            | [ ГС 218 ] |
| 224 | Халилова (Мамедова) Жамиля              | 20.08.1923 — 19.06.2005 | Звеньевая колхоза «Бель-басар» Чуйского района Джамбулской области | 28.03.1948      | сельхоз        | *Грузия                        | [ ГС 219 ] |
| 225 | Харусь Мария Иосифовна                  | 22.02.1899 — 11.03.1974 | Звеньевая колхоза «Новый путь» Меркенского района Джамбулской области | 28.03.1948      | сельхоз        | *Винницкая область             | [ ГС 220 ] |
| 226 | Холодов Павел Самойлович                | 1904 — ????             | Директор Меркенского свеклосовхоза Министерства пищевой промышленности СССР, Меркенский район Джамбулской области                                                                      | 08.05.1948      | сельхоз        | *Черниговская область          | [ ГС 221 ] |
| 227 | Хорешков Пётр Степанович                | 24.01.1918 — 30.08.1990 | Бригадир тракторной бригады Луговской МТС Джамбулской области | 28.03.1948      | сельхоз        | Район имени Т. Рыскулова       | [ ГС 222 ] |
| 228 | Чигринец Пётр Алексеевич                | 1907—1987               | Директор совхоза «Бурненский» Джувалинского района Джамбулской области | 22.03.1966      | сельхоз        | *Приморский край               | [ ГС 223 ] |
| 229 | Чижов Алексей Иванович                  | 1914—1966               | Старший механик овцеводческого совхоза имени Ленина Министерства совхозов СССР, Джамбулская область                                                                                    | 03.05.1948      | сельхоз        | *Костанайская область          | [ ГС 224 ] |
| 230 | Чупанов Хапиз                           | 1901 — ????             | Звеньевой Меркенского свеклосовхоза Министерства пищевой промышленности СССР, Меркенский район Джамбулской области                                                                     | 08.05.1948      | сельхоз        | *Дагестан                      | [ ГС 225 ] |
| 231 | Шалабаев Керим                          | 1886—1956               | Заведующий овцеводческой фермой колхоза «Кзыл-отау» Коктерекского района Джамбулской области                                                                                           | 12.07.1949      | сельхоз        | Мойынкумский район             | [ ГС 226 ] |
| 232 | Шалибеков Азимбай                       | 1887 — ????             | Старший чабан колхоза «Бельбасар» Чуйского района Джамбулской области | 23.07.1948      | сельхоз        | Шуский район                   | [ ГС 227 ] |
| 233 | Шанбаев Рзабай                          | 1928 — 09.03.2020       | Бригадир колхоза имени Кирова Меркенского района Джамбулской области | 13.12.1972      | сельхоз        | Меркенский район               | [ ГС 228 ] |
| 234 | Шандренко Марк Кириллович               | 11.04.1910 — 11.01.1990 | Звеньевой Меркенского свеклосовхоза Министерства пищевой промышленности СССР, Меркенский район Джамбулской области                                                                     | 08.05.1948      | сельхоз        | *Киевская область              | [ ГС 229 ] |
| 235 | Шарапова (Василенко) Зоя Николаевна     | 1928 — 1986             | Звеньевая колхоза имени Чапаева Джамбулского района Джамбулской области | 28.03.1948      | сельхоз        | Байзакский район               | [ ГС 230 ] |
| 236 | Шарипбаев Шоман                         | 1937 — 08.01.2016       | Старший чабан совхоза «Коктерекский» Мойынкумского района Джамбулской области | 19.02.1981      | сельхоз        | Мойынкумский район             | [ ГС 231 ] |
| 237 | Шах Пётр Григорьевич                    | 1905 — ????             | Управляющий отделением Меркенского свеклосовхоза Министерства пищевой промышленности СССР, Меркенский район Джамбулской области                                                        | 08.05.1948      | сельхоз        | *Омская область                | [ ГС 232 ] |
| 238 | Шеин Степан Иванович                    | 1904 — ???              | Бригадир тракторной бригады Меркенской МТС Джамбулской области | 28.03.1948      | сельхоз        | *Воронежская область           | [ ГС 233 ] |
| 239 | Шеримбаева Гульминиса Халиулевна        | 1898 — ????             | Звеньевая Джамбулского свеклосовхоза Министерства пищевой промышленности СССР, Меркенский район Джамбулской области                                                                    | 08.05.1948      | сельхоз        | *Татарстан                     | [ ГС 234 ] |
| 240 | Шидакова Патия Магометовна              | 01.02.1930 — 28.03.2013 | Звеньевая колхоза «Красная звезда» Джамбулского района Джамбулской области | 15.06.1950      | сельхоз        | *Карачаево-Черкесия            | [ ГС 235 ] |
| 241 | Шинасылов Айтпай                        | 1900 — ????             | Старший чабан каракулеводческого совхоза «Таласский» Министерства совхозов СССР, Таласский район Джамбулской области                                                                   | 01.12.1949      | сельхоз        | Таласский район                | [ ГС 236 ] |
| 242 | Шихваргер Лев Давидович                 | 1911 — ????             | Председатель колхоза «Новый путь» Меркенского района Джамбулской области | 28.03.1948      | сельхоз        | *Молдавия                      | [ ГС 237 ] |
| 243 | Шматова Евдокия Васильевна              | 1887 — ????             | Звеньевая свекловодческого колхоза «Новый путь» Меркенского района Джамбулской области                                                                                                 | 28.03.1948      | сельхоз        | Меркенский район               | [ ГС 238 ] |
| 244 | Шмашева Батима Хасеновна                | 1914 — 08.10.2000       | Звеньевая свекловодческого колхоза «Берлик-Устем» Чуйского района Джамбулской области                                                                                                  | 28.03.1948      | сельхоз        | Жамбылская область             | [ ГС 239 ] |
| 245 | Шоманова Жезбала                        | 20.03.1924 — 03.12.2008 | Звеньевая свекловодческого колхоза Бель-Басар Чуйского района Джамбулской области | 28.03.1948      | сельхоз        | *Киргизия                      | [ ГС 240 ] |
| 246 | Шомышбаев Ештайбек                      | 1908 — ????             | Старший чабан каракулеводческого совхоза «Таласский» Министерства совхозов СССР, Таласский район Джамбулской области                                                                   | 01.12.1949      | сельхоз        | Таласский район                | [ ГС 241 ] |
| 247 | Шупенов Рустем                          | 1923 — 08.05.2010       | Бригадир колхоза «Красная Звезда» Джамбулского района Джамбулской области | 15.06.1950      | сельхоз        | Байзакский район               | [ ГС 242 ] |
| 248 | Юнусова Патыш                           | 1898 — ????             | Звеньевая колхоза «Октябрь» Джамбулского района Джамбулской области | 28.03.1948      | сельхоз        | *Киргизия                      | [ ГС 243 ] |
| 249 | Юсупова Мартай                          | 1918 — 09.09.1981       | Старший чабан совхоза имени Абая Чуйского района Джамбулской области | 22.03.1966      | сельхоз        | *Алматинская область           | [ ГС 244 ] |
| 250 | Яковенко Николай Петрович               | 1913 — 23.10.1993       | Председатель колхоза «Комсомольская правда» Джувалинского района Джамбулской области                                                                                                   | 28.03.1948      | сельхоз        | *Карагандинская область        | [ ГС 245 ] |
| 251 | Ян Чун-Сик                              | 1901 — 20.07.1973       | Председатель колхоза «Кум-жота» Свердловского района Джамбулской области | 15.06.1950      | сельхоз        | *Корея                         | [ ГС 246 ] |

## Уроженцы Жамбылской области, удостоенные звания Героя Социалистического Труда в других регионах СССР
| №  | Фамилия, имя, отчество        | Даты жизни              | Деятельность | Дата присвоения | Отрасль       | Место рождения     | ГС        |
| -- | ----------------------------- | ----------------------- | --- | --------------- | ------------- | ------------------ | --------- |
| 1  | Ананьев Анатолий Андреевич    | 18.07.1925 — 07.12.2001 | Писатель, главный редактор журнала «Октябрь», гор. Москва | 16.11.1984      | культура      | Тараз              | [ ГС 1 ]  |
| 2  | Аскаров Асанбай               | 15.09.1922 — 13.08.2001 | Первый секретарь Чимкентского обкома Компартии Казахстана | 22.02.1982      | госуправление | Меркенский район   | [ ГС 2 ]  |
| 3  | Байгазиев Елеман              | 1927—1989               | Сталевар мартеновского цеха Казахского металлургического завода Карагандинского совнархоза | 19.07.1958      | металлургия   | Жуалынский район   | [ ГС 3 ]  |
| 4  | Бердыгулов Нуркасым           | 1905 — ????             | Секретарь Иргизского районного комитета Компартии (большевиков) Казахстана, Актюбинская область | 23.07.1948      | госуправление |                    |           |
| 5  | Досбергенов Тюлебек           | 03.1906 — 15.12.2000    | Старший чабан племхоза «Джуан-Тюбе» Фрунзенской области | 15.02.1957      | сельхоз       | Сарысуский район   | [ ГС 4 ]  |
| 6  | Килыбаев Самидун              | 1930 — 14.09.2008       | Старший чабан совхоза «Дегерес» Джамбулского района Алма-Атинской области | 22.03.1966      | сельхоз       | Кордайский район   | [ ГС 5 ]  |
| 7  | Кольцов Александр Николаевич  | 26.04.1930 — 20.06.2009 | Первый секретарь Первомайского райкома КПСС, Оренбургская область | 10.03.1980      | госуправление |                    | [ ГС 6 ]  |
| 8  | Кудербекова Зеркуль Дюсековна | 07.03.1922 — 1993       | Сменный мастер Алма-Атинской обувной фабрики № 1 Алма-Атинского совнархоза | 07.03.1960      | легпром       | Тараз              | [ ГС 7 ]  |
| 9  | Лопухова Пелагея Васильевна   | 1918—1999               | Звеньевая колхоза имени Калинина Кировского района Таласской области | 29.05.1950      | сельхоз       | Жуалынский район   | [ ГС 8 ]  |
| 10 | Тищенко Владимир Михайлович   | род. 04.02.1929         | Экскаваторщик Приаргунского горно-химического комбината Министерства среднего машиностроения СССР, Читинская область                                                                                     | 29.03.1976      | атомпром      | Кордайский район   | [ ГС 9 ]  |
| 11 | Уйгун (Атакузиев Рахматулла)  | 14.05.1905 — 21.04.1990 | Поэт и драматург, народный поэт Узбекской ССР, гор. Ташкент | 14.05.1985      | культура      | Меркенский район   | [ ГС 10 ] |
| 12 | Цацко Михаил Павлович         | 1925 — ????             | Бригадир горнопроходческой бригады Ленинабадского горно-химического комбината Министерства среднего машиностроения СССР                                                                                  | 10.11.1970      | атомпром      | Жуалынский район   | [ ГС 11 ] |
| 13 | Чекушина Нина Григорьевна     | 25.07.1928 — 31.07.2016 | Старший флотатор медной обогатительной фабрики Балхашского горно-металлургического комбината имени 50-летия Октябрьской революции Министерства цветной металлургии Казахской ССР, Джезказганская область | 29.12.1973      | металлургия   | Мойынкумский район | [ ГС 12 ] |
| 14 | Юсупов Рысбек                 | 20.06.1948 — 17.07.2021 | Оператор машинного доения Киргизской опытно-селекционной станции по растениеводству Сокулукского района Чуйской области                                                                                  | 07.05.1991      | сельхоз       | Жамбылский район   | [ ГС 13 ] |

Страница на сайте «Герои страны»
1. ↑  Ананьев Анатолий Андреевич. Дата обращения: 23 декабря 2020. Архивировано 7 ноября 2020 года.
2. ↑  Аскаров Асанбай. Дата обращения: 23 декабря 2020. Архивировано 2 ноября 2020 года.
3. ↑  Байгазиев Елеман.
4. ↑  Досбергенов Тюлебек. Дата обращения: 26 мая 2021. Архивировано 26 мая 2021 года.
5. ↑  Килыбаев Самидун.
6. ↑  Кольцов Александр Николаевич. Дата обращения: 23 декабря 2020. Архивировано 4 ноября 2020 года.
7. ↑  Кудербекова Зеркуль Дюсековна. Дата обращения: 5 января 2023. Архивировано 5 января 2023 года.
8. ↑  Лопухова Пелагея Васильевна. Дата обращения: 26 мая 2021. Архивировано 18 мая 2021 года.
9. ↑  Тищенко Владимир Михайлович. Дата обращения: 23 декабря 2020. Архивировано 3 ноября 2020 года.
10. ↑  Уйгун (Атакузиев Рахматулла). Дата обращения: 23 декабря 2020. Архивировано 17 октября 2020 года.
11. ↑  Цацко Михаил Павлович. Дата обращения: 23 декабря 2020. Архивировано 3 ноября 2020 года.
12. ↑  Чекушина Нина Григорьевна. Дата обращения: 23 декабря 2020. Архивировано 6 ноября 2020 года.
13. ↑  Юсупов Рысбек. Дата обращения: 24 июля 2021. Архивировано 19 июля 2021 года.

## Герои Социалистического Труда, прибывшие в Жамбылскую область на постоянное проживание из других регионов
| №  | Фамилия, имя, отчество      | Даты жизни              | Деятельность | Дата присвоения | Отрасль       | Район проживания | ГС        |
| -- | --------------------------- | ----------------------- | --- | --------------- | ------------- | ---------------- | --------- |
| 1  | Егай Николай                | 14.10.1926 — 1987       | Звеньевой колхоза имени Будённого Нижне-Чирчикского района Ташкентской области | 21.12.1953      | сельхоз       | Тараз            | [ ГС 1 ]  |
| 2  | Зубков Григорий Григорьевич | 1912 — ????             | Комбайнёр МТС «Авангард» Акмолинского района Акмолинской области | 13.06.1951      | сельхоз       | Тараз            | [ ГС 2 ]  |
| 3  | Култанов Аблахат            | 1912 — ????             | Дорожный мастер Алма-Атинской дистанции пути Казахской железной дороги, Алма-Атинская область | 01.08.1959      | транспорт     | Кордайский район | [ ГС 3 ]  |
| 4  | Мешанюк Даниил Андреевич    | 1919 — ????             | Бригадир Жашковского свеклосовхоза Министерства пищевой промышленности СССР, Жашковский район Киевской области                                                                                                | 30.04.1948      | сельхоз       |                  | [ ГС 4 ]  |
| 5  | Роман Пётр Иванович         | 1918 — ????             | Электросварщик строительства ТЭЦ Карагандинского металлургического завода Карагандинского совнархоза | 09.08.1958      | металлургия   | Тараз            | [ ГС 5 ]  |
| 6  | Рябинин Иван Гордеевич      | 11.09.1916 — 01.11.1993 | Бригадир колхоза «Красное Знамя» Саркандского района Талды-Курганской области | 28.03.1948      | сельхоз       | Кордайский район | [ ГС 6 ]  |
| 7  | Солоха Григорий Григорьевич | 1923 — ????             | Бригадир комплексной бригады каменщиков Гремячинского управления новых шахт треста «Кизелшахтострой» Главуралшахтостроя Министерства строительства предприятий угольной промышленности СССР, Пермская область | 26.04.1957      | строительство | Тараз            | [ ГС 7 ]  |
| 8  | Уразбаев Акбай              | 1924 — ????             | Бригадир путевых рабочих строительно-монтажного поезда № 137 строительно-монтажного треста «Турксибтрансстрой» Министерства транспортного строительства СССР, Семипалатинская область                         | 27.04.1961      | строительство | Таласский район  | [ ГС 8 ]  |
| 9  | Хан Леонид Игнатьевич       | род. 1930               | Звеньевой колхоза имени Энгельса Нижне-Чирчикского района Ташкентской области | 17.07.1951      | сельхоз       | Кордайский район | [ ГС 9 ]  |
| 10 | Цой Иван Зосимович          | 18.03.1924 — 2006       | Звеньевой колхоза «Красная Звезда» Яны-Курганского района Кзыл-Ординской области | 20.05.1949      | сельхоз       | Тараз            | [ ГС 10 ] |
| 11 | Цой Юн-Хон                  | 20.02.1911 — 16.06.1998 | Бригадир колхоза «Гигант» Чиилийского района Кзыл-Ординской области | 21.06.1950      | сельхоз       | Меркенский район | [ ГС 11 ] |

## Лица, лишённые звания Героя Социалистического Труда
| № | Фамилия, имя, отчество | Даты жизни  | Деятельность                                                                     | Дата присвоения | Дата отмены | Отрасль | ГС       |
| - | ---------------------- | ----------- | -------------------------------------------------------------------------------- | --------------- | ----------- | ------- | -------- |
| 1 | Дуанбаев Чаймкул       | 1909 — ???? | Старший табунщик колхоза «Красный Восток» Меркенского района Джамбулской области | 23.07.1948      | 06.02.1951  | сельхоз | [ ГС 1 ] |
| 2 | Нурбаев Мухамедкали    | 1901—1967   | Председатель колхоза «Красная звезда» Джамбулского района Джамбулской области    | 28.03.1948      | 14.04.1954  | сельхоз | [ ГС 2 ] |